# Saint-Martin-des-Tilleuls
Saint-Martin-des-Tilleuls is een gemeente in het Franse departement Vendée (regio Pays de la Loire) en telt 857 inwoners (2004). De plaats maakt deel uit van het arrondissement La Roche-sur-Yon.

## Geografie
De oppervlakte van Saint-Martin-des-Tilleuls bedraagt 14,1 km², de bevolkingsdichtheid is 60,8 inwoners per km².
De onderstaande kaart toont de ligging van Saint-Martin-des-Tilleuls met de belangrijkste infrastructuur en aangrenzende gemeenten.

## Demografie
Onderstaande figuur toont het verloop van het inwonertal (bron: INSEE-tellingen).

1. ↑  Populations de référence 2022.